# مارسيلو إسكوديرو
مارسيلو إسكوديرو (بالإسبانية: Marcelo Escudero)‏ (25 يوليو 1972 ببونتا ألتا في الأرجنتين - ) هو لاعب كرة قدم أرجنتيني في مركز الوسط. شارك مع منتخب الأرجنتين لكرة القدم. أما مع النوادي، فقد لعب مع أوليمبو وريفر بليت ونادي فورتاليزا ونيولز أولد بويز.

## مسيرته الكروية
لعب مارسيلو إسكوديرو خلال مسيرته الاحترافية مع 4 أندية في ستة عشر موسمًا وسجل خلالها 25 هدفًا ضمن 223 مباراة. ولم يفز بأي موسم بالكأس وفاز في ستة مواسم بالدوري.
خاض مارسيلو إسكوديرو مسيرته مع FC Barcelona (beach soccer) ‏ في موسم 1990–91 ليلعب معه ستة مواسم، مشاركًا في 88 مباراة سجل خلالها 10 أهداف. ثم انتقل إلى نادي ريفر بليت في موسم 1995–96 ليلعب معه سبعة مواسم، حيث شارك في 113 مباراة سجل خلالها 13 هدفًا. لينتقل بعدها إلى نادي فورتاليزا ما بين عامي 2002 و2003 لمدة موسم واحد، مشاركًا في مباراة ولم يسجل أي هدف. ثم انتقل إلى نادي أوليمبو في موسم 2002–03 ولمدة موسمين، مشاركًا في 21 مباراة سجل خلالها هدفين.

## وصلات خارجية
- مارسيلو إسكوديرو على موقع قاعدة بيانات كرة القدم.إي يو (الإنجليزية)
- مارسيلو إسكوديرو على موقع ناشيونال فوتبول تيمز (الإنجليزية)
- مارسيلو إسكوديرو على موقع عالم كرة القدم.نت (الإنجليزية)